# Bob Roberts
Bob Roberts è un film del 1992 diretto ed interpretato da Tim Robbins, al suo esordio alla regìa.
Girata come falso documentario, la pellicola è incentrata sulla vita e le vicessitudini politiche d'un immaginario candidato al Senato statunitense conservatore e populista.
Fu presentato alla Quinzaine des Réalisateurs del 45º Festival di Cannes.

## Trama
Un popolare cantante country tenta la strada della politica e si candida al Senato; per raggiungere il suo scopo è pronto a tutto.